# Столкновение над Иркутском
Столкновение над Иркутском — авиационная катастрофа, произошедшая 4 декабря 1974 года в небе прямо над аэропортом Иркутска из-за столкновения самолётов Ан-2Р и Ан-12Б. В результате столкновения Ан-2 был полностью разрушен, а Ан-12 существенно повреждён и совершил вынужденную посадку близ аэропорта. В катастрофе погибли 13 человек.

## Самолёты
Ан-2Р с бортовым номером 49342 (заводской — 1G12-26) был выпущен заводом Антонова 2 ноября 1961 года. На момент катастрофы авиалайнер имел в общей сложности 10 667 часов налёта. Пилотировал его экипаж из 190 лётного отряда, состоящий из командира (КВС) А. В. Рупасова и второго пилота А. Н. Пальцева.
Ан-12Б с бортовым номером 12985 (заводской — 00347110) был выпущен «ТАПОиЧ» 27 мая 1970 года. На момент катастрофы авиалайнер имел в общей сложности 5812 часов налёта и 2617 посадок. Пилотировал его экипаж из 134 лётного отряда, состоящий из командира (КВС) Б. В. Борисенко, второго пилота А. А. Ташкевича, штурмана В. Я. Семенко, бортмеханика Г. В. Новосёлова и бортрадиста А. И. Васиченко.

## Катастрофа
Экипаж самолёта Ан-12 выполнял тренировочный полёт в районе аэропорта, в ходе которого выполнял заходы по курсо-глиссадной системе СП-50М на искусственную взлётно-посадочную полосу (ВПП) 30 по курсу 296°. В это же время в 2500 метрах юго-западнее искусственной ВПП с грунтовой ВПП по курсу 320° выполнялись вылеты самолётов Ан-2 местных воздушных линий (МВЛ). Согласно схеме иркутского аэропорта, взлетающие с грунтовой ВПП самолёты МВЛ должны сразу после взлёта выполнять левый разворот курсом на северо-западное направление с набором высоты до 300 метров и далее пролетать через центр искусственной ВПП. В связи с этим, полёты воздушных судов с искусственной ВПП допускались на высоте не более 200 метров.
К началу полётов Ан-12, на небе Иркутска были лишь отдельные слоисто-кучевые облака с нижней границей 700 метров, а видимость составляла 10 километров, что соответствовало установленному погодному минимуму. Но к 09:30 (04:30 МСК) погода ухудшилась: небо затянуло слоисто-кучевыми облаками с нижней границей 440 метров, средняя метель, а видимость упала до 2000 метров. В связи с этим, визуальные полёты с грунтовой ВВП были закрыты. Но в 09:50 диспетчер МВЛ увидел, что фактическая видимость на старте составляла 2500 метров, то есть выше минимума, поэтому разрешил взлёт самолёту Ан-2 борт 49342, несмотря на то, что заместитель начальника аэропорта не снимал запрета на полёты МВЛ. В 09:54 Ан-2 с 11 пассажирами на борту взлетел с грунтовой ВПП и начал согласно схеме выполнять правый разворот с набором высоты. В нарушение технологии работы, диспетчер МВЛ не стал сообщать о взлёте Ан-2 диспетчеру круга.
Тем временем, Ан-12 выполнял 9-й полёт, когда экипаж доложил о выполнении захода с уходом на второй круг. Самолёт снизился до высоты принятия решения (100 метров), экипаж доложил об этом диспетчеру посадки, а затем начал уходить на второй круг с набором высоты до 200 метров, после чего переключился на связь с диспетчером круга. В 09:56 диспетчера круга подменил руководитель полётов. Диспетчер МВЛ не докладывал о взлёте Ан-2, а руководитель полётов не знал истинной воздушной обстановки и считал, что взлёты с грунтовой ВПП не производились. Поэтому он дал экипажу Ан-12 разрешение на набор высоты до 600 метров с выходом к третьему развороту.
В 09:58 (04:58 МСК) над центром искусственной ВПП Ан-2 на высоте 270 метров под прямым углом врезался в нижнюю часть фюзеляжа Ан-12. От удара Ан-2 разрушился и его обломки засыпали всю искусственную ВПП и идущую параллельно ей ещё одну грунтовую ВПП. Его фюзеляж и двигатель при этом упали дальше по курсу в 200 метрах севернее искусственной ВПП и загорелись. Все 13 человек на борту Ан-2 (оба пилота и 11 пассажиров) погибли.
Экипаж Ан-12 почувствовал сильный толчок, а затем самолёт начало кренить влево. Тогда экипаж выключил все двигатели, зафлюгировал винты, после чего по курсу полёта сразу после пролёта ДПРМ и в 3980 метрах от торца искусственной ВПП 30 совершил вынужденную посадку в пойме реки Ушаковка. При приземлении на грунт оторвало оба левых двигателя (№ 1 и 2) и винт двигателя № 3, разрушило нижнюю часть фюзеляжа. Далее Ан-12 врезался в металлическую грозоотводящую мачту высотой более 10 метров, которая рухнула прямо на самолёт и разрушила центроплан. Промчавшись по земле в общей сложности 220 метров, Ан-12 наконец остановился. Пожара при этом не возникло. Никто из членов его экипажа не погиб.

## Причины
Преступно-халатное отношение к исполнению служебных обязанностей диспетчером КДП МВЛ, который вопреки запрещению полётов на МВЛ и в нарушении технологии работы разрешил взлёт Ан-2, не согласовав его пролёт через ИВПП с диспетчером круга. РП, подменив диспетчера круга, непосредственно работой смены не руководил и, не зная воздушной обстановки, фактически самоустранился от общего руководства полётами в условиях ухудшившейся видимости. Заместитель начальника аэропорта не проконтролировал свой приказ о запрете полётов МВЛ по ПВП.
— 